# Musée de l'Homme
 (mars 2018).
Si vous disposez d'ouvrages ou d'articles de référence ou si vous connaissez des sites web de qualité traitant du thème abordé ici, merci de compléter l'article en donnant les références utiles à sa vérifiabilité et en les liant à la section « Notes et références ».
Le musée de l'Homme est un musée national français, partie du Muséum national d'histoire naturelle (MNHN), installé depuis 1937 dans les étages du palais de Chaillot à Paris. Sa vocation est de présenter le genre humain dans sa diversité anthropologique, historique et culturelle. Il fonctionne sous tutelle conjointe du ministère de l'Enseignement supérieur et de la Recherche et du ministère de l'Écologie, du Développement durable et de l'Énergie.
Héritier d'une histoire prestigieuse et très fréquenté par le public, le musée de l'Homme présentait initialement le genre humain sous ses aspects évolutif, anthropologique et ethnographique (avec, par conséquent, des aspects culturels, ethnobotaniques et ethnozoologiques). Jacques Chirac alors chef de l'État, souhaite créer un nouveau musée au Quai Branly, et à cet effet y fait transférer les collections ethnographiques du musée de l'Homme qui ferme pour six ans de travaux de rénovation en 2009. Une autre partie des collections rejoint le Mucem. Les travaux engagent 96,6 millions d'euros d'investissements par les ministères de l’Enseignement supérieur et de la Recherche (à 95 %) et de la Culture (à 5 %). La réouverture au public a lieu en 2015 après vernissage par Cécile Aufaure conservatrice du Musée, Évelyne Heyer commissaire de l'exposition et Bruno David président du Muséum, en présence du chef de l'État à cette date, François Hollande.

## Historique

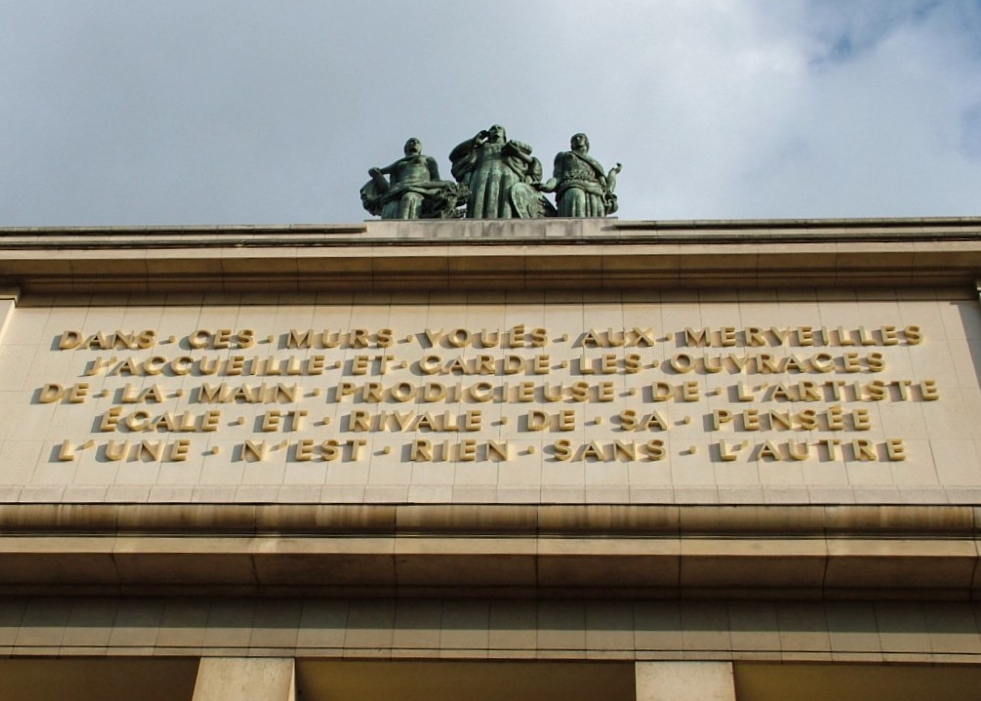
Devise inscrite au fronton du musée de l'Homme :
Dans ces murs voués aux merveilles
J'accueille et garde les ouvrages
De la main prodigieuse de l'artiste
Égale et rivale de sa pensée.
L'une n'est rien sans l'autre.
Paul Valéry

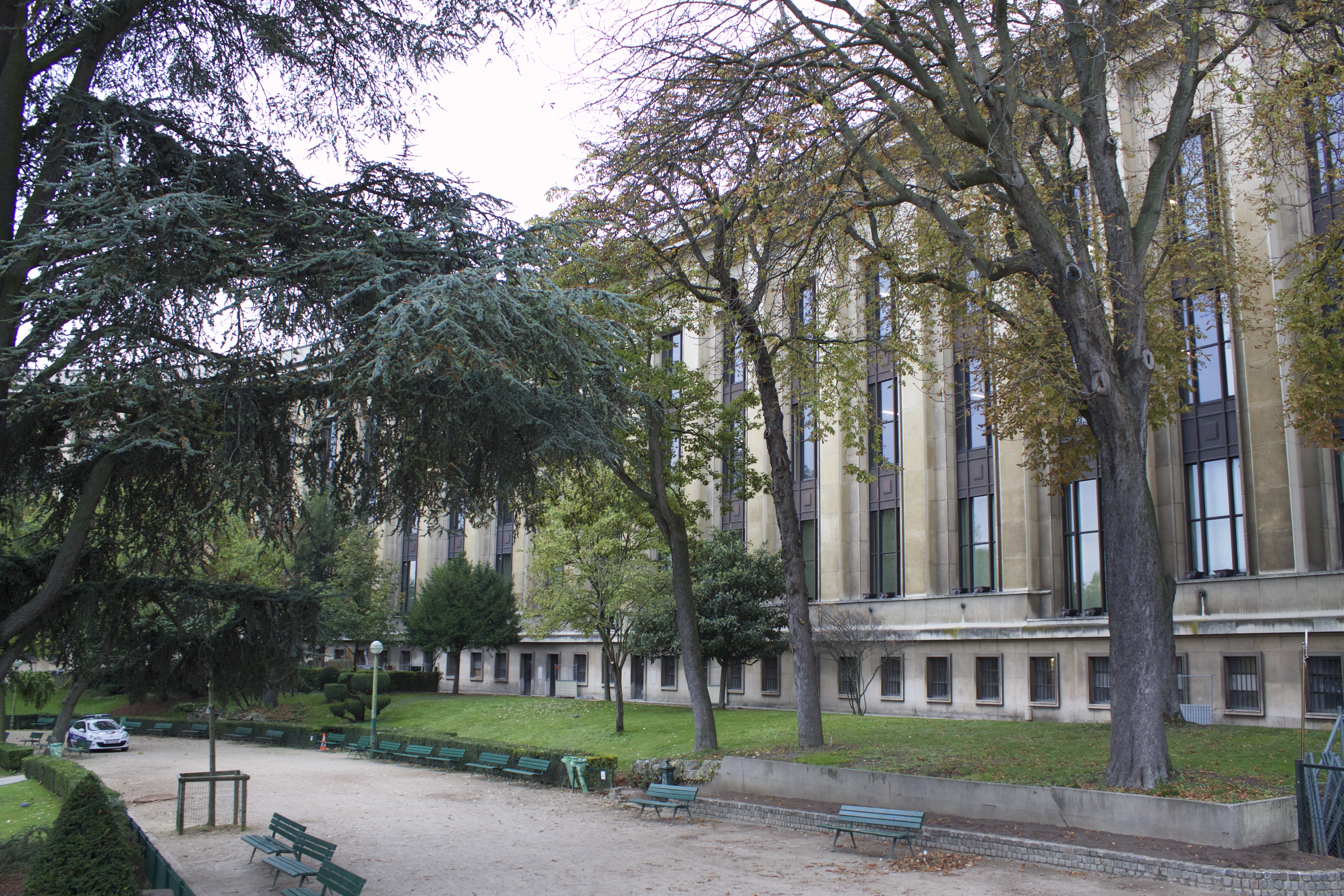
Façade sud-est du musée de l'Homme, occupant les deux étages de l'aile sud du palais de Chaillot (le rez-de-chaussée et l'entresol accueillent le Musée de la Marine).

Dans ces murs voués aux merveilles

J'accueille et garde les ouvrages

De la main prodigieuse de l'artiste

Égale et rivale de sa pensée.

L'une n'est rien sans l'autre.

Paul Valéry

### Musée d'Ethnographie du Trocadéro
Le musée de l'Homme est l'héritier du musée d'Ethnographie du Trocadéro, fondé en 1882 par Ernest Hamy et installé dans l'ancien palais du Trocadéro construit à l'occasion de l'Exposition universelle de 1878. La première collection du musée est formée à partir d'un don de l'explorateur Alphonse Pinart d'environ 3 000 objets des Amériques achetés en grande partie à Eugène Boban et de 250 objets d'Océanie. De l'ancien musée d'Ethnographie, le musée de l'Homme hérite des collections historiques exceptionnelles constituées dès le XVIe siècle et provenant de cabinets de curiosités et du Cabinet royal, ainsi que du Service des missions scientifiques du ministère de l'Instruction publique. Ces collections ethnographiques s'enrichissent au cours du XIXe siècle et jusqu'à aujourd'hui grâce aux expéditions et missions scientifiques menées à travers le monde, auxquelles viennent s'adjoindre les dons ou les dépôts de voyageurs et de collectionneurs privés. Ces collectes relèvent parfois du pillage. Les dirigeants du palais du Trocadéro ont ainsi initié en 1931 la mission Dakar-Djibouti ramenant en France des milliers d'objets issus du pillage du patrimoine africain : « au cours de leur mission ethnologique, Griaule et ses compagnons ratissent complètement l'Afrique, achetant à vil prix par-ci, rackettant par-là, dépouillant en somme les autochtones de tous les symboles de leur culture, au profit des musées hexagonaux ».
S'il bénéficie d'un engouement certain pour l'exotisme de ses collections, le musée doublonne avec d'autres musées (le musée national des Arts asiatiques - Guimet par exemple), et acquiert vers le début du XXe siècle, face à la multiplication des livres et films d'exploration, une image négative, « figée » et « poussiéreuse ». En outre, l'ancien palais du Trocadéro est voué à la démolition qui intervient en 1935.

### Musée de l'Homme
Le musée de l'Homme proprement dit a été créé par Paul Rivet à l'occasion de l'Exposition universelle de 1937. Il occupe la majeure partie de l'aile Passy du nouveau palais de Chaillot (Paris 16e) et il réunit les plus importantes collections françaises concernant la définition, la vie, l'histoire et les civilisations de l'Homme.
Paul Rivet avait en effet installé dans ce bâtiment, non seulement les collections du musée d'ethnographie du Trocadéro, mais aussi les collections d'anthropologie physique et de Préhistoire du Muséum national d'histoire naturelle, précédemment conservées au Jardin des plantes. Il créait ainsi une structure entièrement novatrice, regroupant dans le même lieu l'ensemble des collections consacrées à l'espèce humaine, un centre d'enseignement de l'université de Paris (l'Institut d'ethnologie fondé en 1925 avec Marcel Mauss et Lucien Lévy-Bruhl, dont Georges Condominas a été l'un des étudiants), un grand laboratoire de recherche associant anthropologie, ethnologie et préhistoire, et enfin une très importante bibliothèque mise aux standards américains du système de classification de la Bibliothèque du Congrès par Yvonne Oddon.

### Réseau du musée de l'Homme, résistance à l'occupation allemande
Paul Rivet est un acteur important de la lutte contre le fascisme pendant la Seconde Guerre mondiale. Il est président du Comité de vigilance des intellectuels antifascistes depuis sa création le 5 mars 1934. En juin 1940, il adresse une lettre ouverte au maréchal Pétain auquel il dit : 

« Monsieur le Maréchal, le pays n'est pas avec vous. La France n'est plus avec vous. »

Dès le mois de juin 1940, plusieurs membres du personnel, bibliothécaires, chercheurs, étudiants forment, autour de Boris Vildé, Anatole Lewitsky et Yvonne Oddon, le réseau du musée de l'Homme, l'un des premiers réseaux de Résistance au printemps 1940.
Le jour de l'armistice du 22 juin 1940, Paul Rivet affiche le poème de Rudyard Kipling If… « Tu seras un homme, mon fils », sur la porte du musée de l'Homme. Le réseau est particulièrement actif permettant de faciliter des passages dans la zone libre et en Angleterre et publiant une revue clandestine Résistance.
Jacques Soustelle, le vice-président du musée, en mission de recherche au Mexique, rejoint le général de Gaulle à Londres, dès juin 1940 et va ensuite retrouver Paul Rivet, qui s'exile en Colombie en 1941.
Anatole Lewitsky, Yvonne Oddon et Boris Vildé sont arrêtés par la Gestapo, respectivement, le 10 février et le 26 mars 1941. Le 23 février 1942, Boris Vildé, Anatole Lewitsky et cinq autres membres du réseau sont fusillés au Mont-Valérien.

### Redéfinition des missions du musée
Depuis 1938 et jusqu'à sa fermeture le 23 mars 2009, le musée de l'Homme avait pour objectif de réunir en un seul lieu tout ce qui concourt à situer et à définir l'être humain, à savoir :
- l'Homme dans sa chaîne évolutive (Préhistoire) ;
- l'Homme dans son unité et sa variété biologique (anthropologie) ;
- l'Homme dans sa diversité culturelle et sociale (ethnologie).

Cette triple fonction faisait du musée de l'Homme non seulement un lieu unique en France, mais aussi une référence à travers le monde.
En 1996, Jacques Chirac élu président de la République l'année précédente, annonce le projet de création d'un nouveau musée consacré aux « arts premiers » sur le quai Branly, et décide, dans le cadre de ses « grands travaux », de fermer définitivement la partie ethnographique du musée des Arts d'Afrique et d'Océanie (MAAO, dont seul l'aquarium subsiste) : ses collections ethnographiques extra-européennes et celles du Muséum national d'histoire naturelle (MNHN, conservées au musée de l'Homme), sont transférées dès 2003 au musée du Quai Branly qui ouvre à Paris en 2006. Les collections d'ethnologie européenne, elles, ont fait l'objet d'un dépôt en 2005 au musée des Civilisations de l'Europe et de la Méditerranée (MuCEM) ouvert à Marseille en juin 2013.
Ce projet du président Chirac et la privation du musée de l'Homme de 300 000 pièces de collection ont suscité de vives critiques : au musée du Quai Branly les critères esthétiques occultent les données scientifiques, au palais de la Porte-Dorée le lien voulu par Lyautey et Malraux entre la diversité culturelle (peuples africains et océaniens, artefacts tirés de la biodiversité tropicale) et naturelle (aquarium, vivarium) est rompu puisque le musée de l'Histoire de l'immigration est historique, social et limité à l'immigration en France, et enfin au musée de l'Homme la Préhistoire, l'anthropologie et les thématiques géonomiques d'avenir se trouvent en partie privées de l'illustration ethnologique voulue par Paul Rivet.
Le projet est annoncé officiellement en 2002, et en 2003 une commission commanditée par le ministère de l'Enseignement supérieur et de la Recherche, présidée par l'archéologue Jean-Pierre Mohen, propose les grandes lignes d'un programme de rénovation du nouveau musée de l'Homme refondé autour de ses collections de Préhistoire et d'anthropologie et d'un nouveau programme scientifique. Les conclusions de cette commission ont été publiées par Jean-Pierre Mohen en 2004 dans Le Nouveau musée de l'Homme (éditions Odile Jacob). Ce programme a ensuite fait l'objet d'études muséographiques et scientifiques de définition, avec la mise en place d'un commissariat scientifique et d'un comité d'orientation, pour aboutir au musée actuel.

### Projet architectural
En novembre 2006, le concours d'architecture désigne comme lauréats l’agence d'architecture bordelaise Brochet-Lajus-Pueyo, associée à l’atelier d’architecture Emmanuel Nebout et aux muséographes Zen+dCo, atelier Zette Cazalas. Le projet est respectueux du monument imbriquant les architectures de deux palais conçus pour des expositions universelles : celui du Trocadéro, construit pour l’exposition universelle de 1878 par Gabriel Davioud et Jules Bourdais et celui de Chaillot, construit pour l’exposition internationale de 1937 par Jacques Carlu, qui conserve certains éléments architecturaux du précédent, notamment les deux bras courbes ouverts sur la Seine.
En 2010, les opérations de désamiantage et de curage mettent en évidence un déficit de portance des planchers et des poteaux, dû à une grande hétérogénéité des bétons utilisés en 1937, en raison de nombreuses interruptions du chantier et de l'intervention d'entreprises différentes. Les structures porteuses et les planchers de tout le corps central doivent alors être consolidés ou remplacés et l'intérieur redistribué, avec notamment le transfert de la majeure partie des réserves au rez-de-jardin, à la place des salles d’enseignement déplacées au premier étage, ce qui entraîne des surcoûts et un retard du calendrier.
Les principaux choix retenus portent sur l’entrée de la lumière naturelle dans le bâtiment et la réalisation d'un parcours de visite fluide et continu. Le plancher du premier étage du pavillon de tête est percé pour créer un puits de lumière de 16 m de haut éclairé zénithalement grâce au dégagement de la verrière originelle de Davioud. L'atrium devient ainsi un vaste volume de distribution des espaces publics et de rencontre. En contrepartie, des entresols sont créés et une mezzanine s'insère entre les deux plateaux d'exposition permanente. Le projet architectural intègre également laboratoires et bureaux des scientifiques. En octobre 2014, la réinstallation des personnels débute, suivie de celle des laboratoires et de la muséographie.

## Musée rénové

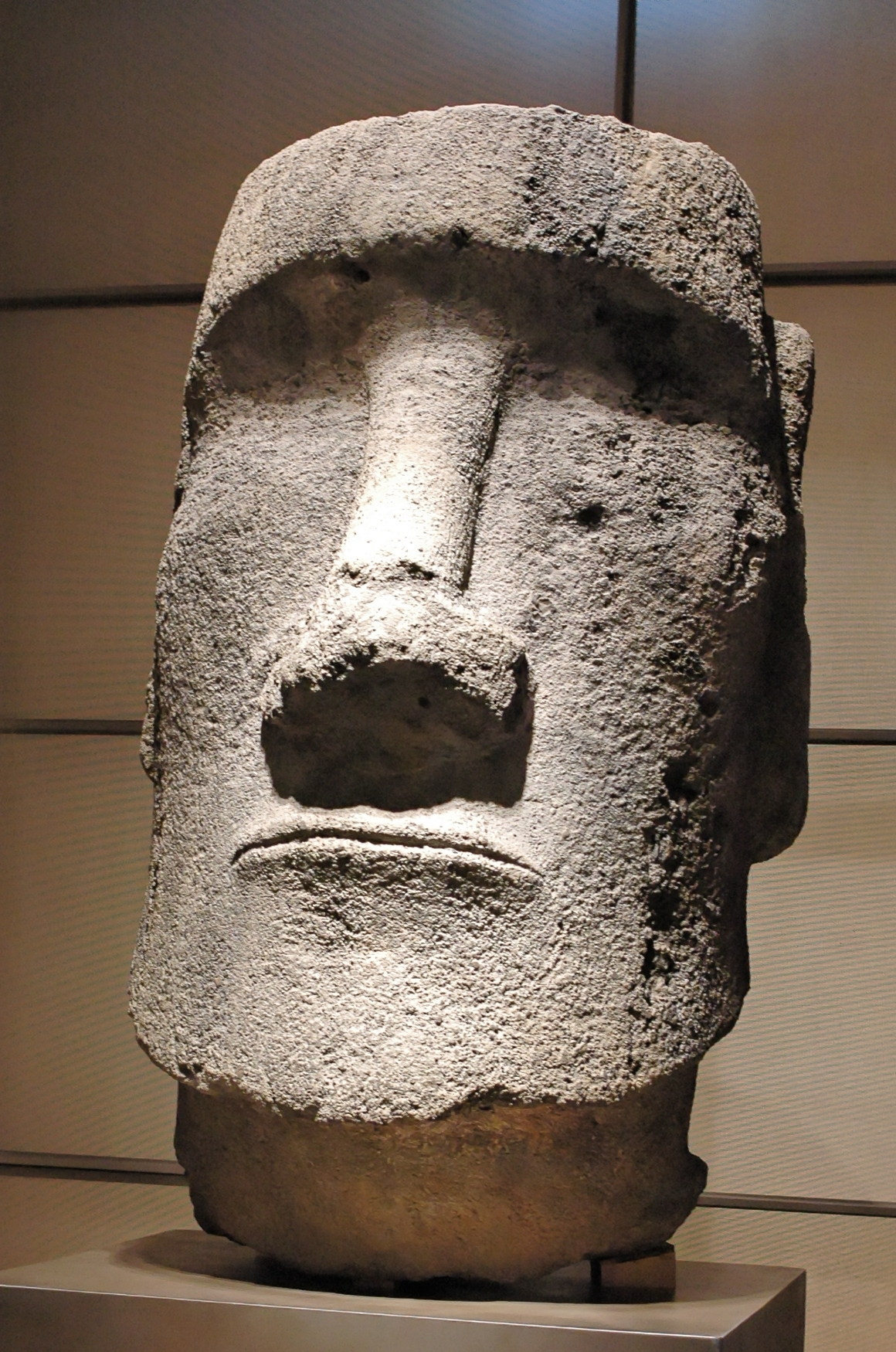
Moaï de l’île de Pâques du musée de l'Homme, amené en 1872 à bord de la frégate La Flore, transféré en 2005 au musée du Quai Branly.

### Musée-laboratoire
Le nouveau musée de l'Homme inauguré le 15 octobre 2015 reste fidèle au projet initial de Paul Rivet, son fondateur, puisque dans le même bâtiment, l'aile Passy du palais de Chaillot, il associe, comme la Cité de l'architecture située dans l'autre aile, un centre de recherche et d'enseignement et un musée, comprenant :
- un parcours permanent de découverte interactive et des expositions temporaires ;
- deux départements scientifiques du Muséum : « Préhistoire et hommes », « Natures et sociétés » ;
- des activités d'enseignement ;
- une bibliothèque de recherche, dont une grande partie avait été transférée au musée du Quai Branly, mais comme il était aussi inutile pour l’art que peu pertinent pour la science de dépouiller ainsi un CADIST, les responsables du ministère de la Culture et du musée du Quai Branly ont décidé d’en restituer une importante partie au musée de l'Homme[15] qui reste un lieu de recherche dans le domaine des sciences de l’Homme et qui offre au public un accès direct à « la science en train de se faire » par le contact direct avec la communauté des scientifiques et des chercheurs.

### Programme scientifique

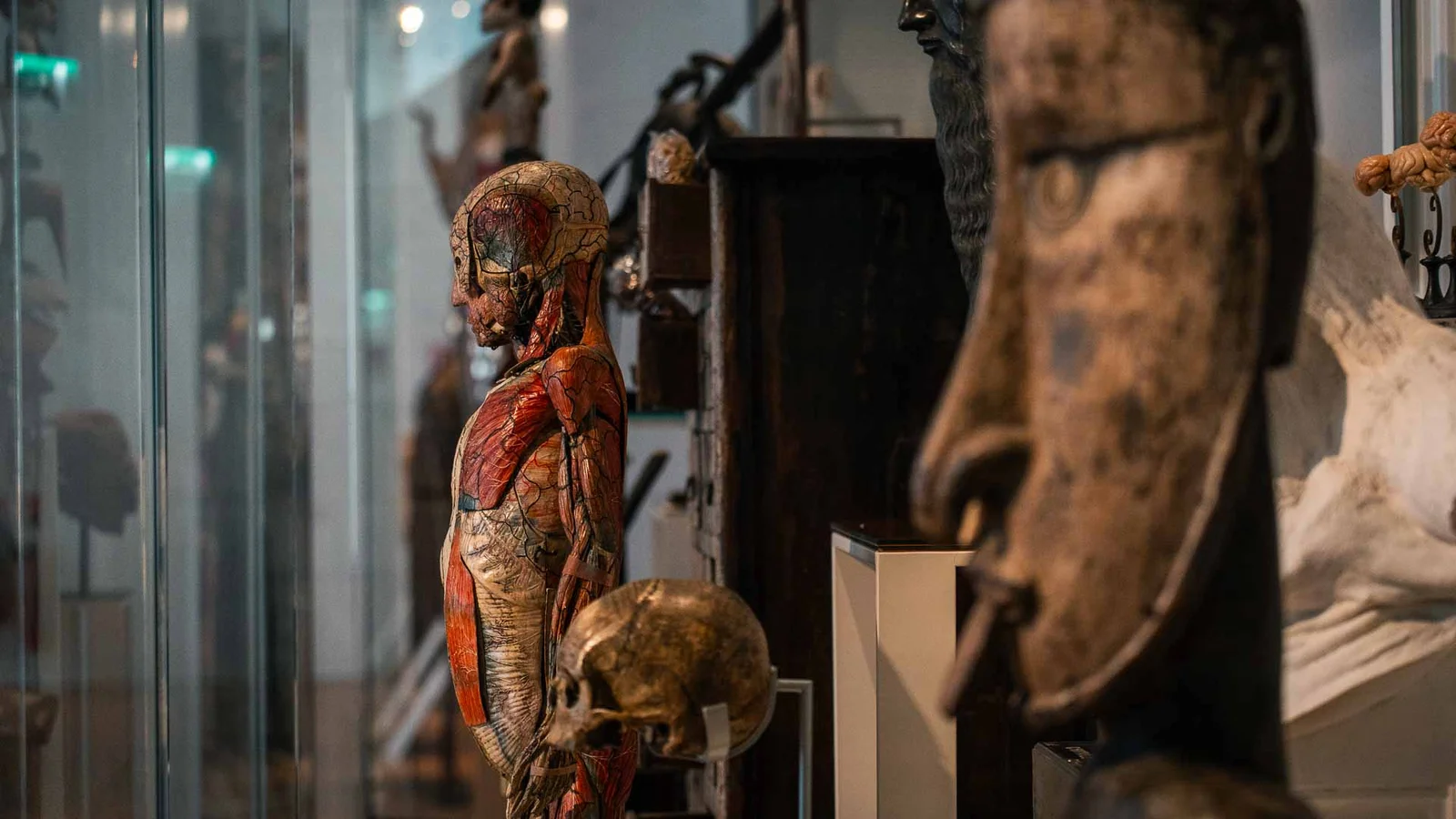
Exposition au Musée de l'homme à Paris

Comprendre l'humain et la place qu'il occupe dans le vivant, à travers ce qu'il a été mais aussi imaginer ce qu'il deviendra en analysant la nature complexe de son être et le contexte dans lequel il se déploie aujourd'hui, tels sont les contenus que souhaite développer le programme scientifique du futur musée de l'Homme. Trois grands axes sont développés dans le parcours permanent des deux niveaux de l'aile courbe de la Galerie de l'Homme reliés par une mezzanine :
- Qui sommes-nous ?, qui questionne l'identité et la singularité de l'espèce humaine tout en la replaçant dans le vivant ;
- D'où venons-nous ?, qui explore notre histoire évolutive des origines des lignées humaines aux processus de néolithisation ;
- Où allons-nous ?, qui interroge notre avenir sur une planète profondément anthropisée.

Le parcours est jalonné de grandes vitrines thématiques exposant 1 800 objets remarquables avec des pièces plus récentes, tels de modernes cabinets de curiosités, consacrées à l'anatomie comparée, aux organes spécifiques à l'homme et à son génome, à l'arborescence de l'évolution des espèces humaines, aux espèces animales contemporaines de l'homme préhistorique, aux migrations, à la domestication et la révolution néolithique, à l'alimentation, à l'homme réparé et robotisé, à l'impact humain sur la planète, etc. Il est complété par des dispositifs interactifs multimédias comprenant 80 écrans et 14 pupitres avec cartels numériques, qui proposent au public des expériences, audiovisuelles, tactiles ou sensorielles, telles qu'un « mur de langues » à tirer pour écouter les langages du monde, remonter à la manivelle ou voir défiler le temps, serrer la main d’un chimpanzé, d’un Homme de Néandertal et d’un Homo sapiens, marcher dans les pas d’un australopithèque, se faire filmer sous les traits d’un Néandertalien, etc.
Identifié depuis sa création en 1937 comme un lieu de référence sur l'histoire de l’Homme, le musée de l'Homme s'appuie sur des équipes de chercheurs en anthropologie, génétique, préhistoire et ethnologie de niveau international qui travaillent précisément sur ces sujets en privilégiant des approches transversales aussi bien sur le plan disciplinaire que chronologique.
Aux deux derniers niveaux, avec la bibliothèque de recherche, les nouveaux laboratoires du Centre de recherche sur l’évolution de l’Homme et des sociétés constituent un ensemble de 115 bureaux d'un seul tenant qui accueillent 150 chercheurs. Ils sont dotés d’équipements pour :
- les analyses en génétique sur l’ADN moderne et ancien ;
- la datation et la caractérisation des matériaux archéologiques ;
- l’acquisition et l’analyse de données d’imagerie et la modélisation 2D/3D sur les restes humains et fauniques, les pièces lithiques ou symboliques (parures et objets d’art) ;
- le codage de répertoires musicaux et vidéos.

Adoptant une approche résolument pluridisciplinaire de l'Homme originale parmi les musées européens, le nouveau musée de l'Homme réaffirme son concept fondateur de musée-laboratoire, à la croisée des sciences naturelles et des sciences humaines, visant à restituer aux publics-citoyens les acquis d'une recherche en marche au cœur de l'institution. Étant un musée de sciences et de société tout à la fois, le musée de l'Homme adopte un positionnement différent et complémentaire des grands musées français de civilisation, d'art ou d'archéologie thématiquement proches que sont le musée du Quai Branly, le musée d'Archéologie nationale à Saint-Germain-en-Laye, le musée national de Préhistoire aux Eyzies, le musée des Civilisations de l'Europe et de la Méditerranée à Marseille (MuCEM) ou le musée des Confluences à Lyon, en retraçant une histoire naturelle et culturelle de l'Homme en affirmant l’interaction permanente de ces deux dimensions.
Le musée de l'Homme conserve une collection nationale d'anthropologie et de préhistoire unique au monde, témoignant de l'émergence et du développement des sciences de l’Homme au XIXe siècle, riche de spécimens insignes relatifs aux origines de notre espèce ou à la mise en œuvre des premiers comportements symboliques, et toujours support de recherches actuelles.

### Collections

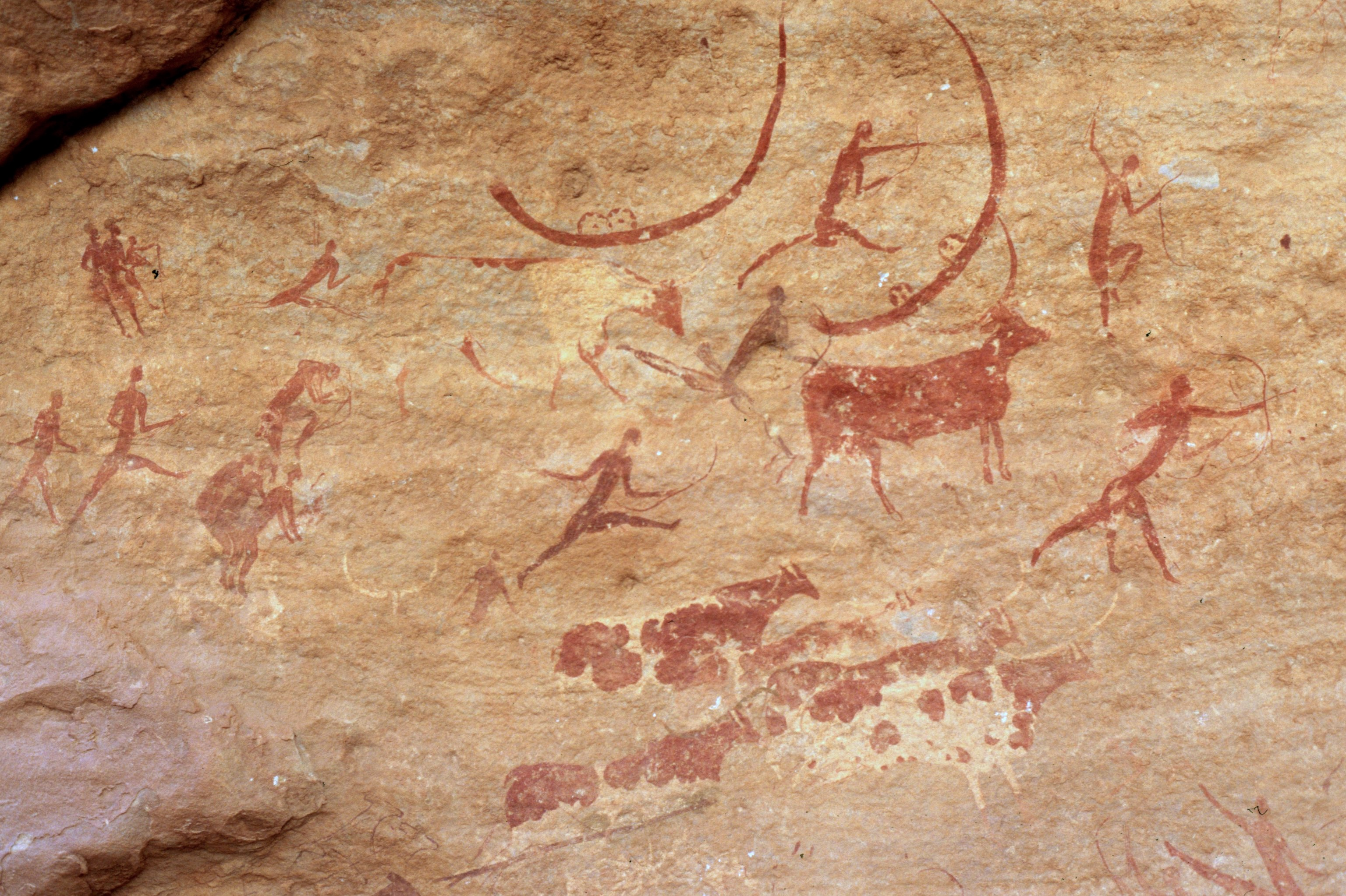
Reproduction des fresques préhistoriques du Tassili n'Ajjer relevées par Henri Lhote.

Les collections du musée de l'Homme sont parmi les plus riches du monde dans leur domaine. Elles comptent :
- 700 000 pièces préhistoriques d’une grande diversité géographique et chronologique ;
- 100 000 pièces ethnobiologiques englobant les relations de l'homme avec le monde animal et celui des plantes[17] ;
- 30 000 pièces anthropologiques, spécimens et représentations du corps humain témoignant de la diversité et de l’unité des hommes modernes ;
- 6 000 pièces ethnologiques illustrant l'appropriation de la nature par les sociétés humaines, depuis que la majeure partie de cette section a été transférée au musée du Quai Branly.

Les réserves de 1 300 m2 sont réparties entre le 3e étage, qui conserve la collection d’anthropologie culturelle dans des rayonnages fixes et le rez-de jardin où six salles accueillent les collections d’anthropologie biologique et de préhistoire dans des compactus métalliques adaptés à leur contenu (squelettes, crânes, silex, etc.). Outre des salles d’études des collections, attenantes aux réserves, une salle de traitement est destinée à l’accueil des nouvelles pièces, la mise en quarantaine et la préparation des prêts et une autre à la conservation et à la restauration des momies.
Le musée présente dans une alcôve dénommée l'« abri des ancêtres », les fossiles originaux de l'Homme de Cro-Magnon, de la femme de l’abri Pataud, de la tête de la Dame du Cavillon recouverte de coquillages, de l’Homme de la Chapelle-aux-Saints, principal squelette d'Homme de Néandertal, de l’Homme de la Ferrassie et de l’enfant du Pech-de-l’Azé ; tandis que des œuvres d’art préhistorique sont exposées sur la mezzanine, telles que la Vénus de Lespugue, le mammouth de la plaque de la Madeleine, le bâton percé de Montgaudier et le propulseur aux bouquetins affrontés d’Enlène.
Le musée conserve également la collection d'objets préhistoriques de Paul de Vibraye, les relevés des peintures rupestres du Tassili du Hoggar d'Henri Lhote, des peintures et sculptures, plus de mille squelettes et 18 000 crânes dont ceux de Descartes ou Saint-Simon, des restes momifiés dont 63 momies, 350 moulages phrénologiques de crânes, une collection de 600 bustes anthropologiques de plâtre peints décrivant la diversité des peuples du monde entier, réalisés pour l’essentiel au XIXe siècle, notamment lors d’expéditions scientifiques, dont 15 sculptures en bronze ou marbres de Charles Cordier, présentés pour 91 d'entre eux sur un grand portant de 11 m de haut, des cires anatomiques remontant au XVIIIe siècle, telles que la « Tête de vieillard » de Gaetano Giulio Zumbo de 1701, considérée comme l'acte de naissance de l'art anatomique avec un autre tête antérieure conservée au musée de la Specola de Florence, ou celles d’André-Pierre Pinson de la fin du XVIIIe siècle provenant du cabinet du duc d'Orléans, parmi lesquels « La femme à la larme », ainsi que de nombreux ensembles d'objets témoignant des relations des sociétés contemporaines entre elles et avec leurs milieux.
Un exemplaire du plâtre original de l'Ours blanc de François Pompon de 1922, remanié en 1927-1928, est exposé dans le vestibule de l'auditorium, avec des œuvres contemporaines, dont des sculptures de Pascale Marthine Tayou.

### Activités
À côté des espaces consacrés à la recherche et à la conservation des collections, le parcours d'exposition permanent s’intègre à un ensemble d’autres espaces du musée accessibles aux publics où le visiteur peut, d’une part, prendre connaissance des activités se déroulant dans l’établissement et, d’autre part, approfondir et questionner les contenus qui lui auront été exposés lors de sa visite ou appréhender des données complémentaires au parcours.
Regroupés dans le pavillon de tête, ces espaces comportent des salles d'exposition temporaires de 600 m2 au deuxième étage, complétées par l'atrium Paul Rivet de 400 m2 et le balcon des sciences de 320 m2, et au premier étage l'auditorium Jean Rouch de 165 m2 et 152 places qui peut accueillir colloques, conférences et projections, comme le Festival international Jean-Rouch, anciennement appelé « Bilan du film ethnographique », créé en 1982, et le centre de ressources Germaine-Tillion, un espace pédagogique de consultation et de médiation de 90 m2 et 25 places, axé sur l’image et le multimédia.
Accessible à tous, le centre de ressources dispose d’un espace médiathèque équipé de 15 postes de consultation multimédia fixes et de 10 postes mobiles (tablettes) avec connexion wiifi, également utilisable dans un espace salon modulable propice aux activités de médiation (ateliers, débats, rencontres) qui propose la consultation de périodiques, catalogues, ouvrages de vulgarisation et bandes dessinées. Les ressources audiovisuelles et sonores comprennent des productions jusqu’alors non accessibles au public. Un outil de recherche donne accès au catalogue comportant deux types de sources : des documents audiovisuels de production interne (films ethnographiques issus des travaux de terrain des chercheurs, documents illustrant le travail en laboratoire) et des documents de production externe issus d’organismes partenaires (INRAP, CNRS, etc.). L'offre est complétée par trois salles pédagogiques de 180 m2.
Les hautes fenêtres, situées à l’arrière du pavillon de tête, offrent au Café de l'Homme, situé au rez-de-chaussée, et au Café Lucy, situé au 2e étage, une vue panoramique sur la tour Eiffel et le Champ-de-Mars.

#### Expositions
Le musée propose une grande exposition permanente, la galerie de l'Homme, sur environ 2 500 m2, structurée en trois parties : « Qui sommes-nous ? » ; « D'où venons-nous ? » ; « Où allons-nous ? ». La première partie interroge ce qui fait l'identité de l'Homme, en tant qu'espèce homogène issue de buisson évolutif, ayant développé une grande diversité de modes de vie et d'organisation sociale, sous l'influence d'environnements variés. La deuxième partie est consacrée à l'émergence historique de l'espèce humaine, depuis les premiers fossiles admis comme faisant partie de l'histoire humaine (un peu moins de dix millions d'années), jusqu'à la période néolithique où l'Homme commence à domestiquer son environnement. La troisième partie montre comment ce nouveau rapport de l'espèce humaine à la nature a évolué à la suite de l'accroissement exponentiel de la démographie humaine à partir du XIXe siècle, et pose les questions auxquelles l'espèce humaine est confrontée dans sa situation actuelle et son avenir proche.
Le musée présente également une exposition temporaire annuelle sur les questions de société relatives à l’Homme, à ses origines et à son devenir. L'exposition temporaire de réouverture, Chroniques d’une renaissance, a été conçue pour accompagner le public dans sa découverte du nouveau musée et des coulisses de sa rénovation.
L'exposition Nous et les autres, des préjugés au racisme, est programmée du 31 mars 2017 au 8 janvier 2018.
L'exposition Néandertal, l'expo est programmée du 28 mars 2018 au 7 janvier 2019.
L'exposition Je mange donc je suis est programmée du 16 octobre 2019 au 31 août 2020.
Le balcon des sciences, dans sa première version, comporte plusieurs sections : la section « Actualités » présente sur des supports multimédia les laboratoires de recherche du musée de l'Homme, ainsi que l'actualité de la recherche scientifique et un objet, issu de la collection ou d’une collecte récente. La section « Expositions thématiques » présente les résultats des travaux d’équipes de chercheurs et offre un approfondissement en lien avec les expositions temporaires et la programmation culturelle (colloques, journées scientifiques), ainsi que des expositions de photographies et d'artistes contemporains. La première exposition thématique du musée rénové fut Les collections du musée de l'Homme demain ? et l'artiste camerounais Pascale Marthine Tayou a été le premier invité, suivi par Théo Mercier et des sculptures en mousse d'Émeric Chantier.
En 2019, une nouvelle version du Balcon des sciences voit le jour avec l'ouverture de l'exposition temporaire Piercing.
À l'occasion des 70 ans de la Déclaration universelle des droits de l'homme signée dans le palais de Chaillot le 10 décembre 1948, le musée de l'Homme présente de décembre 2018 à juin 2019 la saison En droits ! : le musée expose trente photographies de Sebastiao Salgado et trente photographies de Clarisse Rebotier et organise des performances de street artistes.
Pour l'anniversaire des 80 ans du musée de l'Homme, le 20 juin 2018, en partenariat avec les universités Sorbonne-Nouvelle Paris III et Toulouse-Jean-Jaurès, un colloque international a été organisé sous le titre « Des lieux pour penser - Musées, bibliothèques, théâtres », affirmant le rôle et la position de ces musées dits de société, d'ethnographie, d'anthropologie ou de civilisation comme « lieux pour penser l'humanité ». Selon son directeur, André Delpuech, la vocation d'un musée de l'Humanité dans notre monde contemporain, au-delà de l'ancien terme d'« ethnographie [...] en voie de disparition », est de « s'adapter au temps dans lequel il s'inscrit », en reflétant les grands débats, questionnements et enjeux contemporains autour de l'écologie, l'environnement, le devenir de l'homme « sur et avec la planète » et lié aux nouvelles technologies (« quête d'un Homme amélioré », intelligence artificielle, etc.). Mais en même temps, face à un contexte de réaffirmations identitaires ou résurgences xénophobes, André Delpuech réaffirme l'héritage particulier de ce musée, « le message d'antan de l'unité de l'espèce humaine ». Selon lui, ce musée est donc à la fois un « musée-laboratoire » (intimement lié au monde de la recherche) et un musée militant.
En 2021, en partenariat avec le groupe de recherche Achac, le musée de l'Homme présente l'exposition "Portraits de France" qui déroule les parcours de vie exceptionnels de 58 personnalités issues de l’immigration et des Outre-mer, acteurs et actrices décisifs du grand récit national. Cette exposition intervient à la suite du rapport homonyme commandé par Emmanuel Macron, élaborée par un Conseil scientifique présidé par Pascal Blanchard. Il est rendu à la ministre déléguée de la ville Nadia Hai le 2021 et a vocation à intégrer les programmes scolaire, nommer des rues, des places et des bâtiments publics.

## Structures de recherche
Organisme de recherche sous cotutelle du ministère de l'Éducation nationale et de la jeunesse, du ministère de l'Enseignement supérieur et de la Recherche et du Ministère de la Transition écologique et de la Cohésion des territoires, le musée de l'Homme regroupait jusqu'à la réforme de 2001 trois laboratoires du muséum national d'histoire naturelle (MNHN): les laboratoires d'Anthropologie biologique, de Préhistoire et d'Ethnologie.
Depuis, deux laboratoires, unités mixtes du CNRS, occupent les locaux de ce "Musée-laboratoire": le laboratoire "Éco-anthropologie" (EA, UMR 7206 CNRS, MNHN et Université de Paris) et le laboratoire "Histoire naturelle de l'homme préhistorique" (HNHP, UMR 7194 CNRS, MNHN et UPVD), dont les recherches sont portées par le département « Homme & environnement » du Muséum national d'Histoire naturelle. Ethnologues, ethnobiologistes, ethnomusicologues, primatologues, généticiens, paléoanthropologues et préhistoriens se côtoient partageant les mêmes bureaux, les mêmes plateaux techniques ce qui contribue aux échanges d’idées et à la collaboration. Les thèmes principaux sont l'adaptation de l'espèce humaine à ses environnements, la Préhistoire dans le monde, l'art pariétal, l'histoire des peuplements et l'adaptation culturelle au milieu. Les trois grands champs d’investigation de la recherche au musée de l’Homme sont:
- l’étude biologique de l’humain et de son évolution,
- l’étude des comportements techniques, culturels et symboliques de l’humain,
- l'étude des interactions entre les sociétés et l’environnement.

Au sein de ce "musée-laboratoire" s'expriment les quatre vocations du MNHN : la conservation des collections, la recherche fondamentale, l'enseignement supérieur et la diffusion des connaissances. Il propose des formations de 2e et 3e cycles dans le cadre du master et de l'École doctorale du MNHN.

## Bibliothèque, photothèque et phonothèque
Au moment de la construction du musée de l'Homme, Yvonne Oddon intervient sur les plans de la bibliothèque pour y imposer les standards américains en matière d'architecture de bibliothèque et surveille elle-même l'avancée des travaux en logeant sur place. Elle insiste, par exemple, pour que la bibliothèque occupe l'étage supérieur et qu'elle soit dotée d'une terrasse dominant la Seine. La bibliothèque n'ouvre que partiellement le 1er juillet 1938 avant de fonctionner normalement dans ses nouveaux locaux un an plus tard. Elle compte alors 300 000 volumes et un nouveau poste de bibliothécaire est financé par David David-Weill.
Une photothèque s'installe également au musée de l'Homme et rassemble la documentation photographique à partir du noyau de photos du Laboratoire d'anthropologie du Muséum. Elle s'étoffe au fil des images rapportées des différentes missions. Yvonne Oddon et Thérèse Rivière œuvrent à une double indexation des photographies selon un plan de classement thématique mis au point en 1938.
Une phonothèque est créée en 1932 par André Schaeffner, constituée d'enregistrements sonores édités (la première collection est une série de disques 78 tours de l'Exposition coloniale de 1931 à Paris) et inédits (les enregistrements sur cylindres effectués par A. Schaeffner lors de la mission Dakar-Djibouti en 1932). Elle sera alimentée par de nombreuses acquisitions (enregistrements rapportés des différentes missions et disques commercialisés).
En 1938, le musée innove en intégrant une salle de cinéma à vocation ethnographique, grâce à l’ethnologue Marcel Griaule et son élève Jean Rouch. La naissance d’un département de cinématographie en 1945, puis du comité du film ethnographique en 1952, sous l’impulsion d’André Leroi-Gourhan, a été à l’origine d’une importante production cinématographique.
Après la guerre, où la bibliothèque joue un rôle important dans le mouvement de résistance du réseau du musée de l'Homme, la bibliothèque reçoit des fonds importants comme les fonds Paul Broca, Paul Topinard, Constantin Brăiloiu, Henri Breuil, Alexandra David-Néel, Eugène Caillot, Gaëtan Gatian de Clérambault, Jeanne Cuisinier, Henri-Nicolas Frey, Léonce Joleaud, Harper Kelley, Louis Marin, Jules Marcou, Marcel Mauss, Jacques Millot, Jacques Soustelle, Georgette Soustelle, Guy Stresser-Péan, Paul Tchernia. En 1975, la bibliothèque du musée de l'Homme acquiert la bibliothèque Roger Bastide, ethnographe du Brésil. À la fin des années 1980, Paul-Émile Victor dépose à la bibliothèque du musée de l'Homme un fonds constitué des documents ethnographiques sur les Inuits qu'il a produits à l'occasion de ses expéditions au Groenland entre 1934 et 1937 (notes de terrain, manuscrits de publications, lettres et télégrammes, fiches descriptives des objets déposés au musée de l'Homme, 2 000 photographies et 355 dessins).
La création du musée du Quai Branly bouleverse les collections de la bibliothèque. La partie ethnographique des collections et la photothèque rejoignent la médiathèque du musée du Quai Branly, laissant à la bibliothèque du musée de l'Homme les collections de préhistoire et de paléographie. En 2006, le Muséum national d'histoire naturelle s'est vu réattribuer le centre d'acquisition et de diffusion de l'information scientifique et technique (CADIST) de préhistoire et paléoécologie humaine, ce qui a permis le retour au musée de l'Homme du fonds documentaire de 26 000 volumes concernant la préhistoire et l'anthropologie biologique, et qui, joint au fonds de la Société préhistorique de France, en fait un centre de référence important, reconnu comme « pôle associé » de la Bibliothèque nationale de France. Les archives du musée de l'Homme ont rejoint en janvier 2009, celles du Muséum national d'histoire naturelle. Les documents de la phonothèque, renommés « Archives sonores du CNRS - Musée de l'Homme », sont gérés par le Centre de recherche en ethnomusicologie (CNRS).
La bibliothèque a rouvert entre novembre 2007 et janvier 2009. Grâce à une salle de lecture de 50 places proposait 5 000 livres en accès libre, elle permettait à nouveau d'accueillir des chercheurs. Les fonds sont riches de 40 000 monographies et plus de 700 titres de périodiques.
Aujourd'hui, la bibliothèque d'Yvonne Oddon réunit un fonds documentaire d'excellence en préhistoire, en anthropologie biologique et en ethnoécologie. Sont également notables ses collections en anthropologie sociale, en muséologie, en écologie politique ou encore sur l'alimentation. Cette bibliothèque spécialisée du Muséum national d'Histoire naturelle possède un fonds de 35 000 ouvrages, 800 titres de revues dont une centaine actuelles ainsi que 11 000 volumes et 70 revues en accès libre dans sa salle de lecture.

## Fréquentation
| Année | Entrées gratuites | Entrées payantes | Total   |
| ----- | ----------------- | ---------------- | ------- |
| 2001  | 26 427            | 84 964           | 111 391 |
| 2002  | 13 774            | 93 622           | 107 396 |
| 2003  | 32 724            | 102 405          | 135 129 |
| 2004  | 20 753            | 105 936          | 126 689 |
| 2005  | 36 561            | 122 401          | 158 962 |
| 2006  | 51 704            | 113 713          | 165 417 |
| 2007  | 29 991            | 124 282          | 154 273 |
| 2008  | 38 110            | 141 711          | 179 821 |
| 2009  | 25 500            | 29 575           | 55 075  |
| 2015  | 65 307            | 115 071          | 180 378 |
| 2016  | 106 154           | 177 994          | 284 148 |
| 2017  | 176 158           | 60 482           | 236 640 |
| 2018  | 82 740            | 167 058          | 249 798 |
| 2019  | 78 211            | 126 355          | 204 566 |
| 2020  | 34 353            | 57 797           | 92 150  |
| 2021  | 60 050            | 47 600           | 107 650 |

## Restitution d'œuvres d'art africaines
En mars 2025, Emmanuel Macron le président français, s'engage à la restitution de trois crânes sakalava à Madagascar, jusqu’alors conservés au Musée de l'Homme.

## Accès
Le Musée de l'Homme est desservi par les lignes 6 et 9 du métro de Paris (station Trocadéro) et par les lignes d'autobus 22, 30, 32 et 63 (station Trocadéro).

## Personnalités liées au musée d'Ethnographie du Trocadéro
- Ernest Hamy (1842-1908), fondateur du musée d'Ethnographie du Trocadéro ; directeur de 1882 à 1906.
- Alphonse Pinart (1852-1911), explorateur qui apporta au musée les premières collections provenant d'Alaska.
- Charles Wiener (1851-1913), explorateur, linguiste et diplomate qui fut l'un des artisans de la création du musée.
- Jules Crevaux (1847-1882), médecin et explorateur de l'Amazonie.
- Léon de Cessac (1841-1891), géologue et naturaliste qui accompagne Alphonse Pinart en Californie, notamment.
- Charles de Ujfalvy (1842-1904), linguiste et explorateur de l'Asie centrale.
- Jules Harmand (1845-1921), médecin, explorateur et diplomate.
- René Verneau (1852-1938), anthropologue spécialiste des îles Canaries ; directeur de 1906 à 1928.

## Directeurs et scientifiques de renom du musée de l'Homme
- Paul Rivet (1876-1958), médecin de formation, fondateur du musée de l'Homme en 1937.
- Henry Reichlen (1914-2000) de nationalité helvétique, spécialiste de l'Amérique précolombienne.
- Maurice Leenhardt (1878-1954), spécialiste du peuple kanak de Nouvelle-Calédonie.
- René-Yves Creston (1898-1964), directeur du département de l'Arctique dans les années 1930.
- André Schaeffner (1895-1980), chargé du département d'ethnomusicologie jusqu'en 1965.
- André Leroi-Gourhan (1911-1986), ethnologue, archéologue et historien, spécialiste de la Préhistoire.
- Jacques Soustelle (1912-1990), ethnologue, homme politique, sous-directeur en 1938.
- Michel Leiris (1901-1990), ethnologue, chargé du département d'Afrique noire jusqu'en 1945.
- Claude Lévi-Strauss (1908-2009), anthropologue, ethnologue, directeur par intérim en 1949-1950.
- Henri Victor Vallois (1889-1981), anthropologue, paléontologue, directeur en 1950.
- Léon Pales (1905-1988), paléopathologiste, anthropologue, sous-directeur de 1943 à 1945 puis de 1951 à 1957, directeur scientifique des départements d’anthropologie, d’ethnologie et de préhistoire.
- Robert Gessain (1907-1986), anthropologue, directeur de 1968 à 1972.
- Yves Coppens (1934-2022), paléontologue, directeur à partir de 1979.
- André Langaney (né en 1942), généticien, directeur du laboratoire d'anthropologie biologique du musée.
- Bernard Dupaigne (né en 1943), ethnologue, directeur du laboratoire d'ethnologie de 1989 à 2000.
- Zeev Gourarier (né en 1953), conservateur du patrimoine, directeur de 2003 à 2008.
- Jean-Pierre Mohen (1944-2021), archéologue, préhistorien, directeur du projet de rénovation du musée de l'Homme de 2008 à 2010.
- Michel Van Praët (né en 1949), professeur de muséologie au Muséum national d’histoire naturelle, directeur de la rénovation du musée de l'Homme de 2010 à 2012[39].
- Évelyne Heyer (née en 1964), biologiste, commissaire général de l'exposition du musée de l'Homme.
- André Delpuech (né en 1959), archéologue, conservateur général du patrimoine, directeur du musée de l'Homme de 2017 à 2022.
- Aurélie Clemente-Ruiz (née en 1977), directrice du musée de l'Homme à partir d'avril 2022.

## Au cinéma

### Fiction
- Des scènes du film L'Homme de Rio (1964) de Philippe de Broca ont été tournées au musée.
- Le musée sert de décor pour la série télévisée Résistance (2014).

### Documentaire
- Paroles (1998), entretiens avec Jean Rouch, Germaine Dieterlen et Brice Ahounou[40] filmés au musée par Ricardo Costa

### Filmographie
- L'Aventure du Musée de l'Homme, réalisé par Philippe Picard et Jérôme Lambert, avec la participation de Georges Balandier, Gilbert Rouget, Geneviève Calame-Griaule, Georges Condominas, Jean Rouch et Germaine Tillion, France 5, BFC Productions, Paris, 2002, 53 min (VHS)
- Hommage à l'Afrique : les adieux à la galerie Afrique du Musée de l'Homme, réalisé par Frédéric Dubos, avec des interventions de Jean Rouch, Jacques Faublée, Edmond Bernus, Claude Tardits, Gilbert Rouget, Nicole Boulfroy, Serge Bahuchet, Geneviève Calame-Griaule (et al.), sur une idée de Marie-Paule Ferry, Société des africanistes, filmé le 25 février 2003, à l'occasion de la fermeture de la galerie Afrique du Musée de l'Homme, 33 min (VHS)